# Dracaena halemanuensis
Dracaena halemanuensis är en sparrisväxtart som beskrevs av Stephen Jankalski. Dracaena halemanuensis ingår i släktet dracenor, och familjen sparrisväxter. Inga underarter finns listade i Catalogue of Life.